# (25945) Moreadalleore
(25945) Moreadalleore est un astéroïde de la ceinture principale.

## Description
(25945) Moreadalleore est un astéroïde de la ceinture principale. Il fut découvert le 2 mars 2001 à la station Anderson Mesa par LONEOS. Il présente une orbite caractérisée par un demi-grand axe de 2,54 UA, une excentricité de 0,05 et une inclinaison de 2,8° par rapport à l'écliptique.